# Dolichognatha nietneri
Dolichognatha nietneri är en spindelart som beskrevs av O. Pickard-Cambridge 1869. Dolichognatha nietneri ingår i släktet Dolichognatha och familjen käkspindlar.
Artens utbredningsområde är Sri Lanka. Inga underarter finns listade i Catalogue of Life.